# Estola hirsutella
Estola hirsutella är en skalbaggsart som beskrevs av Aurivillius 1922. Estola hirsutella ingår i släktet Estola och familjen långhorningar. Inga underarter finns listade i Catalogue of Life.